# Oxygraphis shaftoana
Oxygraphis shaftoana är en ranunkelväxtart som beskrevs av James Edward Tierney Aitchison och Hemsl.. Oxygraphis shaftoana ingår i släktet Oxygraphis och familjen ranunkelväxter. Inga underarter finns listade i Catalogue of Life.